# Granny (videoigra)
Granny (slovensko: babica) je videoigra žanra preživetvene grozljivke, ki jo je razvil in izdal Dennis Vukanovic, pod imenom DVloper, kot različica prejšnje serije iger Slendrina. V igri je neimenovani moški lik ujet v hiši in mora reševati uganke ter se izogibati stari ženici, da bi zapustil hišo v časovnem obdobju od samo pet do šest dni.
Ocene igre so bile pozitivne in so pohvalile njeno napeto vzdušje ter igranje, nekateri pa so kritizirali grafiko. Igra je bila po izidu deležna veliko pozornosti prek različnih medijskih platform, kot so YouTube, Twitch in drugi družbeni mediji. Zadnja posodobitev je bila 20. januarja 2021.

## Igranje
Igra je osredotočena na uporabo različnih predmetov v časovnem obdobju samo petih dni, da igralec pobegne iz hiše, hkrati pa se izogne babici, ki ga zasleduje. Igralec lahko pobegne tako, da odstrani ključavnice na vhodnih vratih ali pa popravi avto v garaži, pri čemer je za slednje potreben dodaten komplet predmetov. Skupaj je v hiši 16 predmetov, ki jih je treba zbrati za pobeg. 
Babica išče igralca po hiši, pri čemer sliši vse zvoke in postavlja pasti, da bi igralca ovirala. Če babica opazi igralca, ga bo takoj začela loviti. V zgornjem nadstropju podstrešja je tudi ogromen pajek, ki varuje pomemben predmet in bo napadel igralca takoj, ko ga vidi, če ga ta ne bo zamotil ali ga onesvestil, vendar se ne more prosto gibati po hiši. V bližnjem prostoru kleti in spalnice je tudi manjša vrana, ki v kletki prav tako varuje pomemben predmet in bo ugriznila igralca, ko ji bo odprl kletko, če je ne bo zamotil ali je onesvestil, vendar se tudi ta ne more prosto gibati po hiši. Igralec dobi poškodbe tudi v času, ko je v hiši, kar vključuje šepanje in krvave oči. 
Če se igralec ujame v past, ga babica za en dan onesvesti. Igralca lahko izloči tudi več drugih okoljskih nevarnosti, ki jih najdemo med igro. Če igralcu ne uspe pobegniti zadnji dan, se predvaja ena od štirih zaključnih scen (t.i. game over), pri čemer babica na različne načine ubije igralca in ta se nato vrne na naslovni zaslon. Igralec lahko babico onesvesti ali jo začasno oslepi z uporabo različnih pasti in orožja. 
Dodaten "način nočne more" doda krvavo barvo površinam in ponovno prikaže babičin model, prav tako pa posodobi njene pasti, ki jih sama postavlja.

## Vsebina
Zaplet igre je od začetka namerno nejasen. V različici za Steam se igra začne s prizorom igralca, ki se sprehaja po gozdu, preden ga nato napade babica. Igralec se zbudi v postelji v sobi hiše, kjer prične z igro. Glede na beležko, najdeno v kleti, in dokaze, raztresene po hiši, igralec ni prva oseba, ki ga je babica ujela.
Namigi, ki so namigovali na razvijalčevo prejšnjo serijo oboževalcev Slender Slender, so namigovali, da sta seriji Granny in Slendrina povezani. Ta implicirana povezava je bila neposredno potrjena z izdajo Granny 3, ki v opisu navaja, da je Slendrina Babičina vnukinja, kar povezuje družini obeh serij.

## Nadaljevanje

### Granny: Chapter Two
Nadaljevanje, Granny: Chapter Two, je bilo za Android izdano 6. septembra 2019, iOS naslednji dan in za Microsoft Windows 30. decembra istega leta.
Podobno kot v prvem delu je igralec znova ujet v hiši. Granny: Chapter Two predstavlja tudi dodatnega lika, dedka (Grandpa), ki ima slabši sluh in večino zvokov ne sliši. Igralec ima tudi možnost izbire med babico ali dedkom.
V tej igri je več novih predmetov in orožja, poleg pobega skozi vhodna vrata pa lahko igralec pobegne tudi s helikopterjem in motornim čolnom. Dve novi pošasti (pošast v vodi in Slendrinin otrok na vrtu) v hiši pa predstavljata tudi novo grožnjo za igralca. Sprva je igra prejela pozitivne ocene. 

### Granny 3
Drugo nadaljevanje, preprosto naslovljeno Granny 3, je bilo izdano za Android 3. junija 2021 in za Microsoft Windows 22. avgusta istega leta.
Zaradi Applovih politik založništva Granny 3 trenutno ni na voljo na napravah s sistemom iOS. Razvijalec igre DVloper je preko Twitterja pojasnil, da Apple meni, da je igra "spam" zaradi podobnosti s prejšnjima igrama. Na žalost je DVloper napovedal, da nova različica 1.1 Granny 3 zaradi Applove politike nikoli več ne bo na voljo v App Store. 
Tako kot v prejšnjih delih tudi tukaj igralca ugrabita Granny in Grandpa. Tokrat se jima pridruži tudi njuna vnukinja Slendrina, nov lik z vedenjem, znanim že iz njene domače serije. Osnovno igranje je enako kot pri prejšnjih različicah, čeprav z novo hišo, novimi predmeti in novimi ugankami, pa tudi z nekaj manjšimi spremembami v sovražnikovem vedenju, kot je Grandpa, ki s seboj nosi pištolo, in nekatere nove mehanike igranja, kot je odklepanje vrat. V tej igri obstajata dva načina za pobeg iz hiše: vhodna vrata in vlak podzemne železnice. V vodi pred hišo je tudi velik krokodil, na dimniku na strehi hiše pa manjša vrana, ki v gnezdu varuje poseben predmet.

## Odziv
Igra je postala veliki hit na različnih družbenih omrežjih in je maja 2018 postala druga najbolj gledana mobilna videoigra na YouTubu. V trgovini Google Play je ocenjena s 4,2 do 5 zvezdic in 4,4 od 5 v App Store. Igro so številni posnemali; denimo Scary Granny, prevara, ki namesti zlonamerno programsko opremo na uporabnikovo napravo. Od junija 2019 je bila igra prenesena več kot 100 milijonkrat. 
William Lewinsky iz Indie Game Critic je igri dal 10 od 10 zvezdic, pri čemer je pohvalil njene kontrole kot "zelo dobro izvedene" in njene zvočne učinke kot "zvezdne", hkrati pa navedel, da je bila učinkovita pri strašenju igralca. Neilie Johnson iz Common Sense Media je igro ocenila negativno in ji dala 2 od 5 zvezdic ter izjavila, da se ji "zdi, da je prototip za bolj dodelano aplikacijo", in kritizirala njeno grafiko kot "slabo", vendar je kljub temu ugotovila, da je bila igra zastrašujoča. 